# Festuca cataonica
Festuca cataonica är en gräsart som först beskrevs av Eduard Hackel och Pierre Edmond Boissier, och fick sitt nu gällande namn av Markgr.-dann. Festuca cataonica ingår i släktet svinglar, och familjen gräs. Inga underarter finns listade i Catalogue of Life.